# Гибно
Гибно — деревня в Демянском районе Новгородской области. Входит в состав Песоцкого сельского поселения.

## География
Деревня находится в южной части Новгородской области, в зоне хвойно-широколиственных лесов, на левом берегу реки Кунянки, при автодороге 49К-0535, на расстоянии примерно 8 километров (по прямой) к востоку от Демянска, административного центра района. В деревне Гибно находится устье реки Острочиновка.

### Климат
Климат, как и во всём районе, характеризуется как умеренно континентальный, с относительно коротким нежарким летом и продолжительной сравнительно мягкой зимой. Среднегодовая температура воздуха — 4,5 °C. Средняя многолетняя температура самого холодного месяца (января) составляет −9°С (абсолютный минимум — −50 °C), средняя температура самого тёплого (июля) — 17 °С (абсолютный максимум — 36 °С). Безморозный период длится 120—130 дней. Среднегодовое количество осадков составляет 600—700 мм, из которых большая часть выпадает в тёплый период. Устойчивый снежный покров сохраняется в течение 130—140 дней.

## История
Жители Гибно упоминаются как гобничи в берестяной грамоте № 900, найденной в Новгороде на Троицком раскопе в слоях 20-х — 30-х годов XII века, также как Гъбьно упоминается в Новгородских писцовых книгах.

## Население
| 2010 |
| ---- |
| 27   |

## Инфраструктура
Личное подсобное хозяйство.

## Транспорт
Деревня доступна автотранспортом. Остановка общественного транспорта «Гибно».